# Cynanthus
Genre
Cynanthus est un genre de colibris appartenant à la famille des Trochilidae.

## Liste des espèces
D'après la classification de référence (version 14.1, 2023) du Congrès ornithologique international (ordre phylogénique) :
- Cynanthus latirostris – Colibri circé
- Cynanthus lawrencei – Colibri des Marias
- Cynanthus doubledayi – Colibri de Doubleday
- Cynanthus auriceps – Émeraude couronnée
- Cynanthus forficatus – Émeraude de Cozumel
- Cynanthus canivetii - Émeraude de Canivet